# Volkmar Borbein
Volkmar Borbein (geboren 14. November 1904; gestorben 16. November 1984) war ein deutscher Jurist.

## Werdegang
Der gebürtige Berliner legte in Kassel am Wilhelmsgymnasium das Abitur ab, studierte in Marburg und München Rechtswissenschaften und legte in Kassel die erste juristische Staatsprüfung ab. Nach dem Vorbereitungsdienst im Bezirk des Kammergerichts Berlin folgte 1931 die zweite juristische Staatsprüfung. Anschließend ließ sich Borbein als Anwalt in Berlin nieder, bis ihm 1934 das NS-Regime die Zulassung entzog. Er hatte u. a. politisch Verfolgte verteidigt. 1936 wurde er von der Gestapo verhaftet und war bis Anfang Juli 1936 im KZ. Später wurde er als Leutnant i. R. zum Kriegsdienst eingezogen. 
Nach seiner Rückkehr aus der Kriegsgefangenschaft trat er im Juli 1945 in Kassel als Referent in das Landwirtschaftsamt für die Provinz Kurhessen ein und wurde nach Umwandlung dieses Amtes in der Bezirkwirtschaftsstelle deren Leiter. Im April 1946 wurde Borbein zum Landgerichtsdirektor beim Landgericht Kassel, im Juli 1947 dort zum stellvertretenden Leiter der Staatsanwaltschaft ernannt. Ab Sommer 1958 wirkte er als Senatspräsident beim Oberlandesgericht Frankfurt am Main und später bei den Zivilsenaten dieses Gerichts in Kassel. Im Mai 1963 kam Borbein als Vizepräsident zum Hessischen Verwaltungsgerichtshof. Borbein war vom 1. Februar 1967 bis 30. November 1969 Präsident des Hessischen Verwaltungsgerichtshofs.